# Скригалівська сільська рада
| Скригалівська сільська рада — колишній орган місцевого самоврядування у Фастівському районі Київської області з адміністративним центром у с. Скригалівка. Водоймища на території, підпорядкованій даній раді: річка Бистрик. Сільській раді підпорядковані населені пункти: - с. Скригалівка - с. Ставки |

## Склад ради
Рада складається з 12 депутатів та голови.

### Керівний склад ради
| ПІБ                        | Основні відомості                                                                       | Дата обрання | Дата звільнення |
| -------------------------- | --------------------------------------------------------------------------------------- | ------------ | --------------- |
| Науменко Василь Антонович  | Сільський голова, 1949 року народження, освіта, безпартійний                            | 26.03.2006   | 31.10.2010      |
| Демченко Людмила Василівна | Сільський голова, 1962 року народження, освіта середня спеціальна, член Партії регіонів | 31.10.2010   |                 |

Примітка: таблиця складена за даними джерела